# Maroldsweisach
Maroldsweisach è un comune tedesco di 3 192 abitanti, situato nel land della Baviera.